# Liste von indischen Gurus
Diese Liste von indischen Gurus gibt einen Überblick über Gurus, die einen Bezug zu Indien haben.

## A

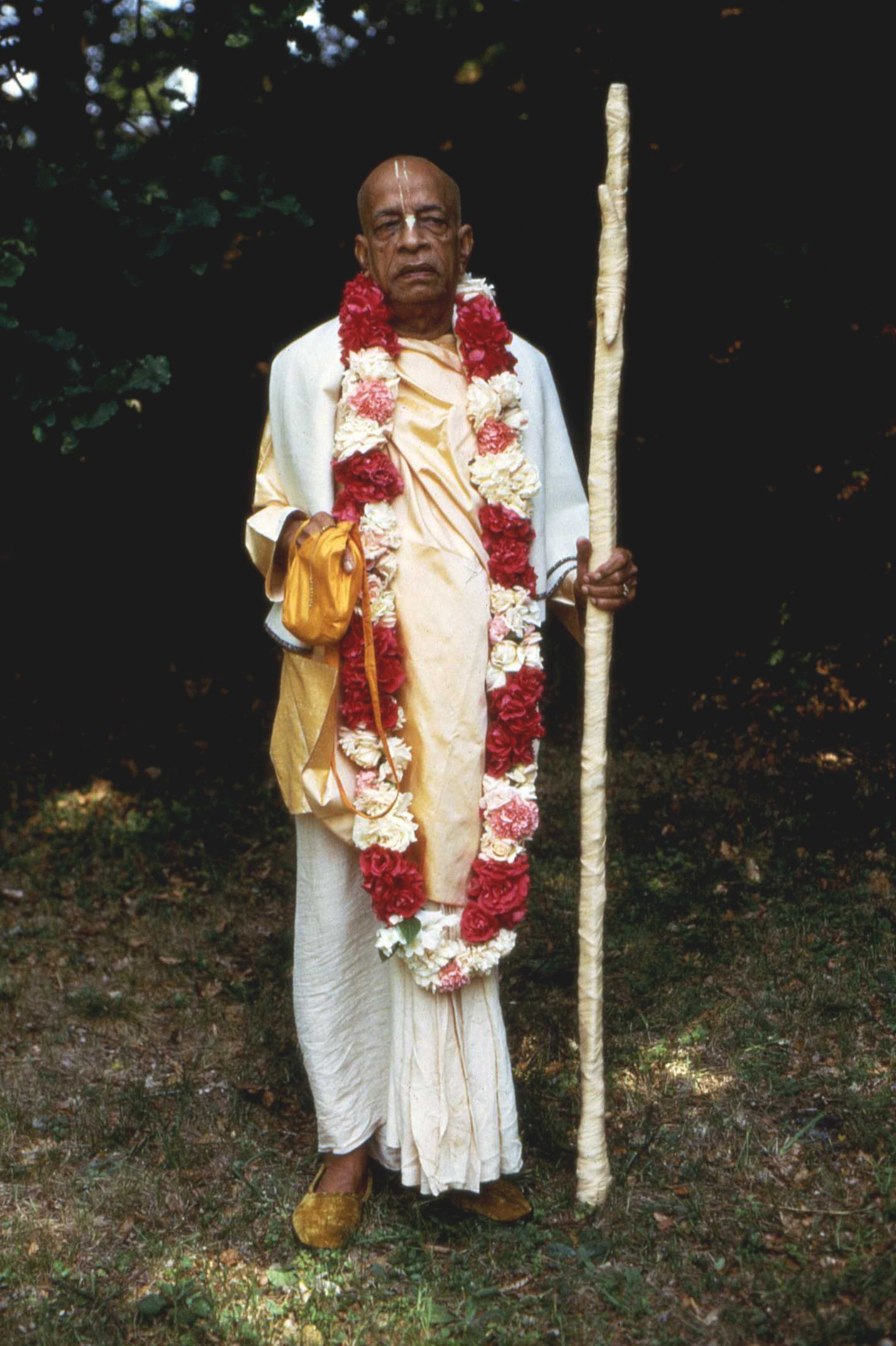
A. C. Bhaktivedanta Prabhupada

- A. C. Bhaktivedanta Prabhupada (1896–1977), Gründer der Internationalen Gesellschaft für Krishna-Bewusstsein
- Adi Shankara (um 788–820), Reformer des Hinduismus

## B
- Bikram Choudhury (* 1946)

## C
- Chaitanya (1486–1533), Begründer der Gaudiya-Vaishnava-Schule

## G

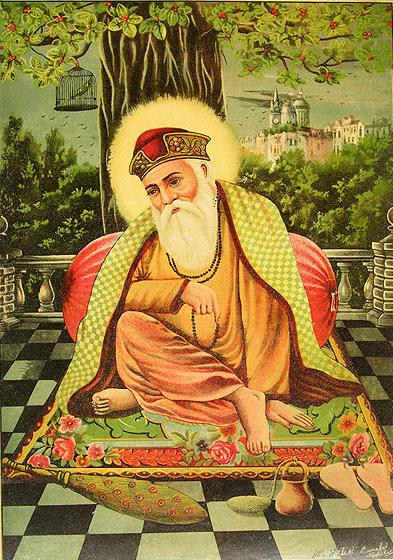
Guru Nanak Dev

- Guru Amar Das (1479–1574), dritter Guru der Sikhs
- Guru Angad Dev (1504–1552), zweiter Guru der Sikhs
- Guru Arjan Dev (1563–1606), auch Arjun Dev, fünfter Guru der Sikhs
- Guru Gobind Singh (1666–1708), zehnter Guru der Sikhs
- Guru Har Gobind (1595–1644), sechster Guru der Sikhs
- Guru Har Krishan (1656–1664), achter Guru der Sikhs
- Guru Har Rai (1630–1661), siebter Guru der Sikhs
- Guru Nanak Dev (1469–1539), Stifter des Sikhismus
- Guru Ram Das (1534–1581), vierter Guru der Sikhs
- Guru Tegh Bahadur (1621–1675), neunter Guru der Sikhs

## H
- Haidakhan Babaji (?–1984)

## M

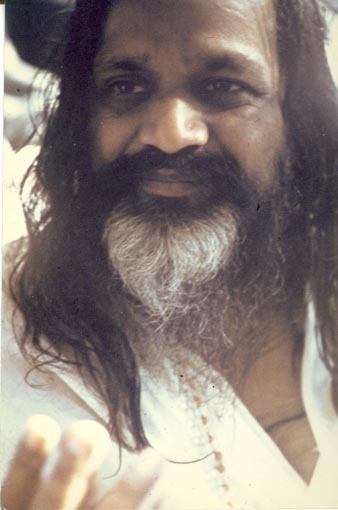
Maharishi Mahesh Yogi

- Maharishi Mahesh Yogi (1918–2008), Begründer der Transzendentalen Meditation
- Mata Amritanandamayi (* 1953)

## N
- Neem Karoli Baba (?–1973)

## O
- Osho (1931–1990)

## P

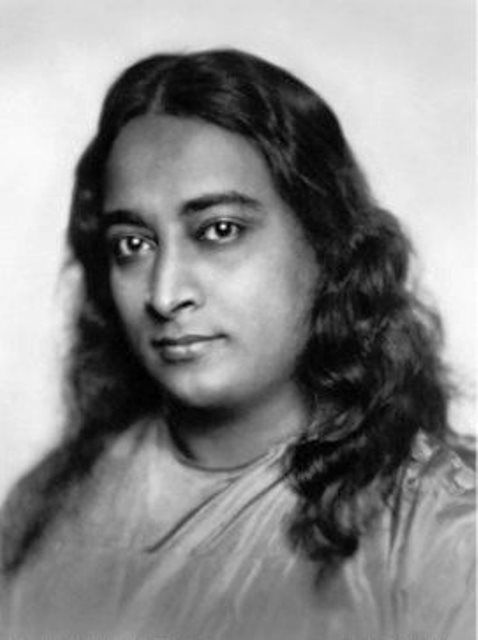
Yogananda

- Paramahamsa Vishwananda (* 1978)[1]
- Paramahansa Yogananda (1893–1952)

## R
- Ramana Maharshi (1879–1950)
- Ramakrishna (1836–1886)
- Ramdev (* 1965?)
- Rampal (* 1951)[2]

## S
- Sadhguru Jaggi Vasudev (* 1957)[3]
- Sai Baba (1838/56–1918)
- Sai Kaleshwar (1973–2012)
- Sathya Sai Baba (1926–2011)
- Sri Sri Ravi Shankar (* 1956), Gründer der International Art of Living Foundation
- Swami Satchidananda (1914–2002)
- Swami Sivananda Saraswati (1887–1963)